# 223年
| 千纪： | 1千纪                                                                                           |
| 世纪： | 2世纪 \| 3世纪 \| 4世纪                                                                         |
| 年代： | 190年代 \| 200年代 \| 210年代 \| 220年代 \| 230年代 \| 240年代 \| 250年代                       |
| 年份： | 218年 \| 219年 \| 220年 \| 221年 \| 222年 \| 223年 \| 224年 \| 225年 \| 226年 \| 227年 \| 228年 |
| 纪年： | 癸卯年（兔年）；曹魏黄初四年；蜀汉章武三年，建兴元年；东吴黄武二年                              |

## 大事记
- 中国
  - 正月，曹魏上軍大將軍曹真，命左將軍張郃攻打東吳屯駐江陵中洲的軍隊，後大破東吳軍隊，遂將該地佔領，是為江陵之戰。
  - 曹植作《洛神賦》。
  - 4月癸巳日，蜀漢皇帝劉備於永安駕崩，諡為昭烈皇帝。
  - 5月，蜀漢太子劉禪登基，年十七歲，封丞相諸葛亮為武鄉侯。
  - 士燮誘導益州豪姓雍闓反叛歸附東吳，雍闓殺太守正昂造反，派孟獲引誘各郡加入，朱褒、越巂響應，諸葛亮對這些叛變加以安撫，未採取軍事行動。
  - 6月，曹魏與東吳爆發蘄春之戰，東吳將領賀齊成功攻破蘄春。
  - 11月，蜀漢派鄧芝為使與東吳重修關係。
  - 蜀漢皇帝劉禪娶車騎將軍張飛的女兒為皇后。
  - 孫權始築夏口故城，城西臨大江，江南角因磯為樓，名黃鶴樓。

## 各国领袖

### 亞洲
- 中國（三国）
  - 蜀漢皇帝：

  1. 漢昭烈帝刘备（221年－223年）
  2. 后主刘禅（223年－263年）

  -     - 蜀漢丞相：诸葛亮（221年－234年）

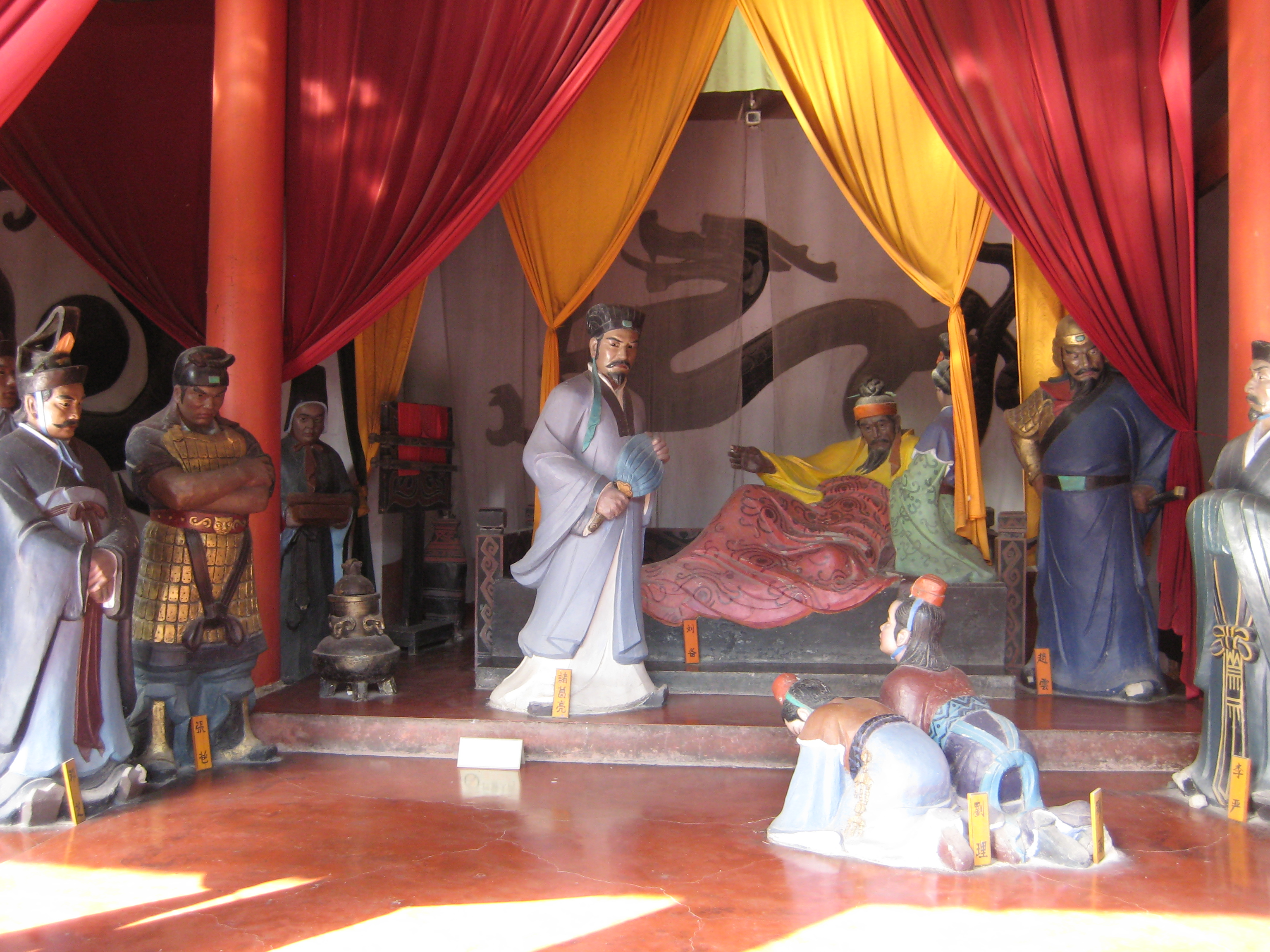
白帝城刘备托孤

  - 曹魏皇帝：魏文帝曹丕（220年－226年）
  - 吴王：孙权（222年－252年）
- 拓跋部 - 拓跋力微, 鲜卑大人（219年－277年）[1]
- 日本- 神功皇后（攝政，200年－270年）
- 泰米尔哲罗王朝 - Yanaikat-sey Mantaran Cheral（201年－241年）
- 亚美尼亚- 梯里达底二世 (亚美尼亚)（英语：Tiridates II of Armenia）, 亚美尼亚王（217年－252年）
- 朝鲜半岛 (朝鲜三国)
  - 百济 - 仇首王, 百济王 （214年－234年）
  - 伽耶 - 居登王, 伽耶君主（199年－259年）
  - 高句丽 - 山上王, 高句丽王（197年－227年）
  - 新罗 - 奈解尼師今, 新罗王（196年－230年）
- 伊比利亚 - Vache, 伊比利亚国王（216年－234年）
- 贵霜帝国 - 波調, 贵霜君主（c.191年－225年）
- 安息帝国 - 
  - 沃洛吉斯六世, 安息国王（c.208年－228年）
  - 阿尔达班四世, 安息国王（c.216年－224年）

### 欧洲
- 罗马帝国（塞维鲁王朝）- 亚历山大·塞维鲁（222年－235年）

### 非洲
- 库施王朝 - Aryesbokhe国王，（215年－225年）

## 出生
- 劉璿，漢朝的最後一位皇太子。
- 王渾，三國時曹魏及西晉時期將領，曹魏司空王昶之子。
- 任愷，曹魏太常任昊之子。
- 嵇康，三國時期文學家、思想家、音樂家。「竹林七賢」之一。

## 逝世
- 賈詡，曹魏重要謀士（147年出生）。76岁
- 劉備，漢朝昭烈帝（161年出生）。62岁
- 曹仁，曹魏重要將領（168年出生）。55岁
- 張既，東漢末及三國時曹魏官員。
- 邢顒，於曹魏官至太常。
- 曹彰，三國時期曹魏宗室成員和軍事將領，曹操與卞氏所生的第二子。
- 溫恢，三國時曹魏大臣（178年出生）。45岁
- 桓階，曹魏太常。